# Танагра-жалібниця
Тана́гра-жалібни́ця (Tachyphonus) — рід горобцеподібних птахів родини саякових (Thraupidae). Представники цього роду мешкають в Центральній і Південній Америці.

## Таксономія
Молекулярно-філогенетичні досліджнення показали, що рід Tachyphonus був поліфілітичним, Вогнисточубі, вохристочубі і білоплечі танагри-жалібниці формують чітку окрему кладу, слабо спорідену з іншими видами. Морфологічно самці цих трьох видів мають блискуче, чорне забарвлення, на голові у них яскраво-жовті або оранжеві плями, на крилах білі плями. Золоточубі і нікарагуанські танагри-жалібниці також були менш споріднені з рештою видів, і були ближчими до родів Танагра-сикіт (Lanio), Кармінка (Rhodospingus) і Червоночубик (Coryphospingus), однак їх філогенетичне положення було менш чітко визначено. За результатами цих досліджень було запропоновано:
- Виділити T. cristatus, T. rufiventer і T. luctuosus у новостворений рід Islerothraupis;
- Виділити T. surinamus у новостворений монотиповий рід Maschalethrupis;
- Виділити T. delatrii у новостворений монотиповий рід Chrysocorypha.

Південноамериканський класифікаційний комітет Американського орнітологічного товариства (AOS) схвалив переведення трьох вищезазначених видів у окремий рід, однак T. surinamus і T. delatrii були тимчасово залишені в роді Tachyphonus, враховуючи їх невизначене положення. Пізніше виявилося. що існує доступний рід Loriotus, введений польським зоологом Феліксом Яроцьким, типовим видом якого є Tanagra cristata = Tachyphonus cristatus, тому через принцип пріорітету Islerothraupis був визнаний його пізнішем синонімом.

## Види
Виділяють п'ять видів:
- Танагра-жалібниця золоточуба (Tachyphonus surinamus)
- Танагра-жалібниця нікарагуанська (Tachyphonus delatrii)
- Танагра-жалібниця велика (Tachyphonus rufus)
- Танагра-жалібниця червоноплеча (Tachyphonus phoenicius)
- Танагра-жалібниця червоночуба (Tachyphonus coronatus)

## Етимологія
Наукова назва роду Tachyphonus походить від сполучення слів дав.-гр. ταχυς — швидкий і φωνεω — говорити.